# 朝永振一郎
朝永振一郎（日语：／ Tomonaga Shin'ichirō，1906年3月31日—1979年7月8日），日本物理學家，量子電動力學的奠基人之一。他也因為這項貢獻與美國物理學家理察·費曼及朱利安·施溫格共同獲得1965年的諾貝爾物理學獎。

## 生平

### 早年經歷
朝永振一郎於1906年出生在日本東京小石川區小日向三軒町（現在的文京區小日向），也是日本哲學家朝永三十郎（朝永三十郎與西田幾多郎都是京都學派的一員）的長男與第2個小孩。朝永振一郎在第三高等中學（三高）畢業後，於1926年進入京都帝國大學理學院物理學系就讀。日本第一位諾貝爾獎得主湯川秀樹是朝永在三高與京大的同學。大學畢業後，他繼續留在大學中擔任助教3年。在這期間，朝永振一郎參加了仁科芳雄在理化學研究所的團隊。

### 職業生涯
在1937年，當時在德國萊比錫的朝永振一郎進入維爾納·海森堡的研究團隊來合作進行研究。在2年後，因為第二次世界大戰爆發，朝永振一郎返回日本，不過他已在萊比錫完成他對於原子核物理學的博士研究。
朝永振一郎在1941年成為東京文理科大學（東京教育大學前身，現在的筑波大學）的教授。在這段時期，他研究了磁控管與中子，並完成了超多時間理論。朝永振一郎在1948年與學生試圖驗證美國物理學家薛尼·丹克夫（Sidney Dancoff）的一份關於量子電動力學的論文，不過最終失敗了。經過他的研究後發現，薛尼·丹克夫忽略了一些環節。經過他的努力後，朝永振一郎與朱利安·施溫格各自獨自完成重整化理論，並且計算出蘭姆位移的數值。他也在1948年獲得日本學士院獎，並在1951年成為日本學士院院士。
他在1949年受到美國物理學家羅伯特·奧本海默的邀請，前往普林斯頓的普林斯頓高等研究院進行研究。朝永振一郎後來在隔年返回日本，並提出朝永-魯丁格液體（Tomonaga-Luttinger liquid）模型。他在1952年獲得日本文化勳章。在1965年，朝永振一郎因為量子電動力學的研究，特別是重整化理論與美國物理學家理察·費曼及朱利安·施溫格共同獲得1965年的諾貝爾物理學獎。
朝永在1979年因咽喉癌於日本東京去世。

## 門生
- 南部陽一郎 - 2008年諾貝爾物理學獎、2005年富蘭克林獎章、1994/1995年沃爾夫物理學獎得主
- 西島和彥 - 諾貝爾物理學獎候選人
- 中野董夫 - 諾貝爾物理學獎候選人
- 佐藤幹夫 - 2003年沃爾夫數學獎得主

## 軼事
朝永振一郎也寫過不少科普書，其中獲得1980年由朝日新聞社主辦的大佛次郎賞。
2015年3月，日本茨城吾妻2丁目的中央公園，設置了江崎玲于奈、小林誠、朝永振一郎的銅像，以彰顯3位諾貝爾物理學獎得主的功績。

## 外部連結
- 諾貝爾官方網站關於朝永振一郎簡介 （页面存档备份，存于）（英文）
- 筑波大學 朝永振一郎簡介 （页面存档备份，存于）（日語）